# Moldefjorden (Molde)
Moldefjorden er en fjord i Molde kommune i Møre og Romsdal på sydsiden af Molde centrum. Moldefjorden regnes som en del af Romsdalsfjorden. Fjorden går 13 kilometer mod øst og fortsætter videre mod øst som Fannefjorden. Fjordsystemets totale længde er 38 kilometer.
Fjorden starter i vest ved Julsundet, som går nordover. Fjorden ligger mellem selve byen Molde og øerne syd for Molde. Øerne skiller Moldefjorden fra resten av Romsdalsfjorden. De største af disse er Hjertøya, Seterøya og Fårøya. Mellem Kviltorp i Molde og Bolsøya går fjorden over i Fannefjorden. Syd for Moldefjorden bliver den brede del af Romsdalsfjorden kaldt Storfjorden. Moldefjorden og Storfjorden omtales som Romsdalsfjordens hovedbassin og Moldefjorden bruges til dels som navn på hele den brede midterdel af Romsdalsfjorden inkluderet strækningen mellem Moldeholmene og Tresfjorden. Loshåndbogen omtaler Midfjorden som den ydre del af Moldefjorden.
Undersøgelser i 1970-1980'erne konkluderede at Moldefjorden og Fannefjorden var lidt udsat for forurening, bortset fra områderne nær Molde centrum. Der var ingen forskel i koncentration af næringssalt i de indre og ytre dele af fjorden, og der var god oxygenmætning på alle dybder. Rapporten konkluderede at der var god udskiftning af vandmasserne i fjorden. I 1990-tallet blev badevandskvaliteten undersøgt og viste sig at være god bortset fra i Rørvika. Giftige blåmuslinger forekommer hvert år.
fFra Molde går er der to færgeruter over Moldefjorden og Storfjorden. En til øen Sekken og en til Furneset i Vestnes. Riksvei 662 går på nordsiden af fjorden.